# اوکلاز
اوکلاز (به انگلیسی: Euclase) با فرمول شیمیایی AlBe[OH-SiO4] از مجموعه کانی هاست و  لومینسانس کامل بنفش دارد از واژه کلاسوس اخذ شده‌است  نامحلول در اسیدها BeO:۱۷٫۲۸٪  Al2O۳:۳۵٫۱۸٪  SiO۲:۴۱٫۳۴٪  H2O:۶٫۲٪  و ادخال‌های Zn برای اولین بار در برزیل کشف شد و از نظر شکل بلور: منشوری - موازی و عمودی، رنگ: بی رنگ - سیاه - قرمز تیره، شفافیت: شفاف - نیمه کدر، شکستگی: صدفی، جلا: شیشه‌ای - الماسی، رخ: کامل- مطابق با سطح، سیستم تبلور: مونوکلینیک و در رده‌بندی سیلیکات است همچنین خاصیت مغناطیسی ندارد و منشأ تشکیل آن هیدروترمال - رگه‌های تیپ آلپی - پگماتیتی - آبرفتی است.
همایند کانی‌شناسی (پارانژ) آن کلیواژ - اشعهXآکروئیت - توپاز- آلبیت- بریل- فناکیت است
، از نظر ژیزمان  بلوری - دانه‌ای - آگرگات شعاعی کمیاب ; آلمان غربی وشرقی، اطریش، روسیه، برزیل، زئیر، تانزانیا، هند و زیمبابوه یافت می‌شود.

## منبع
- پردیس کشاورزی ایران